# Eugène Terre’Blanche
Eugène Terre’Blanche (wym. [ɪə̯ˈʒɛn tərˈblɑ̃ːʃ], ur. 31 stycznia 1941 w Ventersdorp, zm. 3 kwietnia 2010 tamże) – południowoafrykański polityk, przywódca skrajnie prawicowego, neonazistowskiego ugrupowania afrykanerskiego Afrikaner Weerstandsbeweging, działającego od 1970 i głoszącego ideę samorządnego państwa burskiego (afr. Boerstaat).

## Życie i działalność
Terre’Blanche wywodził się z burskiej rodziny o hugenockich korzeniach. Jego dziadek walczył w II wojnie burskiej. On sam pracował w policji południowoafrykańskiej. By dać odpór według niego zbyt liberalnej polityce rządu Balthazara J. Vorstera, w 1970 utworzył Afrikaner Weerstandsbeweging, który miał wykorzystywać nacjonalistyczne i rasistowskie tendencje w białej części społeczeństwa RPA. To oraz talenty oratorskie Terre’Blanche doprowadziły do wzrostu popularności, według szacunków partii miała ona w szczytowym momencie 70 000 członków. Terre’Blanche kierował akcjami AWB wymierzonymi w rząd Frederika W. de Klerka: 9 sierpnia 1991 bojówki partyjne stoczyły bitwę z policją pod Ventersdorpem, 25 czerwca 1993 zaatakowano World Trade Center w Kempton Park, a w marcu 1994 AWB prowadził walki w bantustanie Bophuthatswana. Opóźniało to co prawda proces demokratyzacji kraju, ale też marginalizowało AWB, który zaczął być postrzegany jako paramilitarna organizacja rasistowska. W 1997 roku, po ataku na stację benzynową, Terre’Blanche został skazany na sześć lat więzienia (odsiadywał karę więzienia za napaść i próbę zabójstwa), z którego wyszedł w 2004. Na scenę polityczną powrócił w marcu 2008.
3 kwietnia 2010 roku Terre’Blanche został zabity we śnie, na swej farmie na północy RPA przez dwóch czarnoskórych robotników rolnych, którym jakoby zalegał z zapłatą. Polityka śmiertelnie pobito rurami i maczetami, podejrzani o sprawstwo zostali aresztowani.
Jest jednym z bohaterów książki Wojciecha Jagielskiego Wypalanie traw.